# 研究学園都市
研究学園都市は、研究機関と大学（学園）とが立地する都市。

## 概説
日本の都市の場合、次の意味がある。
- 学術都市・日本のニュータウンのうち、大学や大学院などの高等教育機関の他、企業や財団の研究機関・研究組織の施設も多く立地する街。
- 企業や財団の研究所が多く林立するハイテクパーク・リサーチパーク・工業団地等。東海地域研究学園都市構想での研究学園都市や千葉県の御成台研究学園都市などは主にこちらに属する。

中華人民共和国の場合、馬光栄ほか『An Overview on the Domestic Research of the University Town』の和訳『我が国における研究学園都市研究の概観』（教育総合研究叢書 1, 2008）によると、研究学園都市という区域形態が最初に出現したのは先進国とし、例えば著名なところでイギリスのケンブリッジやオックスフォード、日本の筑波研究学園都市、イタリアのボローニャおよびアメリカのボストンなどをあげている。そして20世紀末以来、高等教育システムの改革や入学定負枠の拡大に伴い中国の各地で研究学園都市設置ブームが巻き起こっていること、そして『教育大辞典』（上海教育出版社、1991年）によれば、研究学園都市とは「大学を取り込んで建設され、人口5〜10万人から構成されるコミュニティ」のこととし、「大学生に良好な学習環境と利便性のよい飲食・宿泊、交通手段などを提供し、高等教育機関に生存・発展のための適切で十分な物質的精神的リソースを提供する」と定義されているとしている。また、研究学園都市は「単なる何校かの大学の単純な物理的な集まりではなく、総合的で戦略的なリソースの組み合わせを通じて、周囲の都市やコミュニティと一体となってできた都市形態のひとつとした上で、中国における研究学園都市は諸外国のそれとは発展のモデルの上では大きく異なっている」とし、「中国に限って言えば厳密な意味での研究学園都市は大学を主体とし、高等教育の発展に立脚し、リソースの共有、機能の、産業界・大学・研究開発の一体化を主要な目標とし、都市の管理とサービスシステムに依存し、ハイテク産業の研究開発と育成を主導し、社会の産業構造の改善を推進して、科学技術の革新と持続的発展が可能な一種の教育、研究、サービス、生産、居住、旅行レジャーなどの諸機能を融合した総合型都市化のコミュニティとなるべきである」としている。